# 検体検査

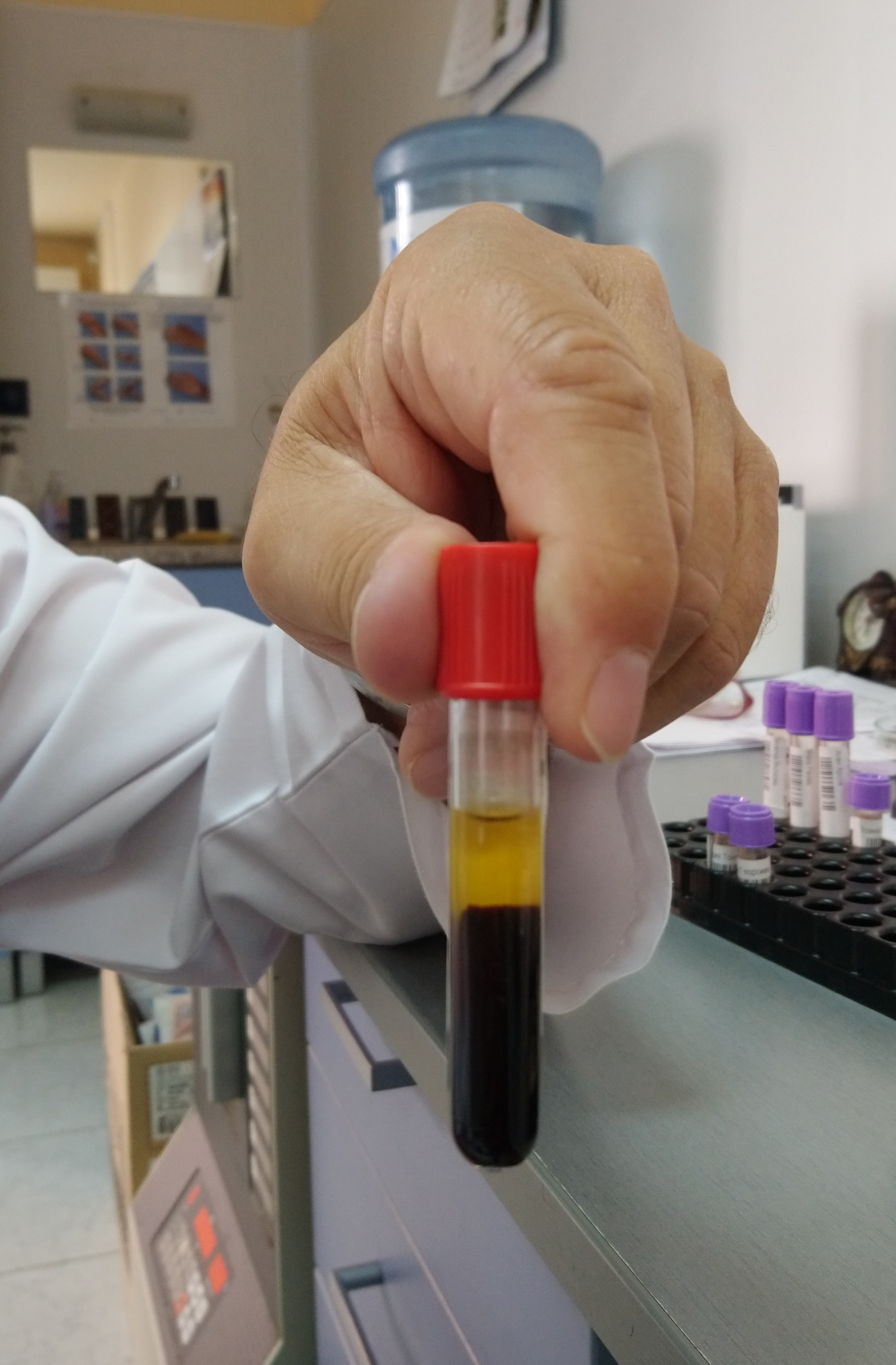
検体として採取された血液：黄色い上清が血清

検体検査（けんたいけんさ）とは、人体から排出され、または、採取されたものを対象として行う医学的な検査である。
検体検査は、人体そのものを対象とする生理検査とともに臨床検査を構成する。

## 検体
人体から排出され、または、採取されたものを検査の対象とするときこれを検体（けんたい）という（「検体」は、広義には、産業用途も含む、検査・分析のための試料全般を指すので、医療・保健にかかわる人体由来の検体を「臨床検体」とよぶこともある）。
人体からの尿・便などの排出物、血液・体液・分泌物、組織、細胞、ぬぐい液、洗浄液、などが被検査物（検査材料）となる（下表「検体検査の材料」参照）。これらの検査材料を採取して得られた検体について行われる医学的な検査が検体検査であり、成分物質の分析、酵素活性の測定、細胞数・細胞形態の解析、微生物・寄生虫の検索、遺伝子の解析、等が行われる（#検体検査の分類の項参照）。

### 検体（検査材料）の種類
検体検査の対象となる材料には多数の種類があるが、主要なものを下の表に示す。
| 材料           | 例 |
| -------------- | --- |
| 血液           | 全血（静脈血／動脈血）、血漿、血清、など                                                                          |
| 体液           | 唾液、胃液、十二指腸液、膵液、胆汁、 穿刺液（脳脊髄液、胸水、腹水、心嚢水、関節液、など）、膿汁、など             |
| 排出物         | 尿、便、呼気、など                                                                                                |
| 組織・細胞     | 組織（生検材料、手術材料）、 細胞診材料（子宮頸部擦過物、喀痰、穿刺吸引液、など）                                 |
| 分泌物・洗浄液 | 鼻腔ぬぐい液・吸引液（鼻汁）、咽頭ぬぐい液、気管支肺胞洗浄液 、精液、膣分泌液、結膜ぬぐい液・涙、乳頭分泌物、など |
| 結石           | 尿路結石、胆石、など                                                                                              |

### 検体の採取
尿、便、唾液、など、被検者自身でも採取可能な検体については、採取に関する資格の制限はない。
血液、組織、などの採取は医行為とされており、医師、または、特定の医療資格をもつ医療従事者が診療の補助として行うことのみが許されている。
看護師と臨床検査技師は、医師の指示のもとで、血液、鼻腔・咽頭拭い液などの検体採取が可能である。
穿刺液の採取、組織の採取（生検）などは医師のみが可能である（絶対的医行為）。

## 検体検査の分類
検体検査は様々な分類があるが、関連法令・省令の分類を下の表に示す。
| 一次分類                 | 二次分類                                                             |
| ------------------------ | -------------------------------------------------------------------- |
| 微生物学的検査           | 細菌培養同定検査、薬剤感受性検査                                     |
| 免疫学的検査             | 免疫血液学検査、免疫血清学検査                                       |
| 血液学的検査             | 血球算定・血液細胞形態検査、血栓・止血関連検査、細胞性免疫検査       |
| 病理学的検査（病理検査） | 病理組織検査、免疫組織化学検査、細胞検査、分子病理学的検査           |
| 生化学的検査             | 生化学検査、免疫化学検査、血中薬物濃度検査                           |
| 尿・糞便等一般検査       | 尿・糞便等検査、寄生虫検査                                           |
| 遺伝子関連・染色体検査   | 病原体核酸検査、体細胞遺伝子検査、生殖細胞系列遺伝子検査、染色体検査 |

## 検体検査の実施者
検体検査の実施に関わる国家資格として臨床検査技師があり、医療機関や衛生検査所での検体検査を担っている。ただし、臨床検査技師は法的には業務独占資格ではない。

## 検体検査の実施場所
臨床検査（検体検査と生理検査）は、医療機関等で実施される。生理検査については外部の第三者に業務委託することはできないが、検体検査については衛生検査所に外部委託（外注）することが可能である。
検体検査には膨大な種類があり、高度の設備や人員を要するものも多く、医療機関内で全てを実施することは不可能であり、院内で検体検査を実施している医療機関であっても、一部の検査は外部委託により実施している。

### 医療機関が検体検査を外注できる理由
医療機関内での委託
医療法第15条の2・第15条の3において医療機関内の検体検査業務の委託の要件が定められている。
医療機関外での委託
検体検査の業務を医療機関以外の場所で行う場合は臨床検査技師等に関する法律で定められた登録衛生検査所に委託することができる。

### 検体検査外注の市場原理
登録衛生検査所が受託できる臨床検査は検体検査に限られている。法律制定前から営利企業が検査所を経営していたこともあり、工業生産品と同じように市場原理が働く外注検査の仕組みが導入された。保険医療のもとで検体検査の外注では市場原理が導入されているので、いわば準市場(quasi-market)の仕組みである。2年毎に行われる診療報酬の見直しでは過去の市場実勢価格が検体検査価格に反映されることになっているものの、そのときの厚生行政や政策要素のほうが見直しに大きく反映する傾向がある。

### 衛生検査所の要件
衛生検査所に医療機関から外注検体検査を任せるにあたり検査精度管理の詳細が整備されている。信頼にたる精度の検査結果を医療機関に保証するため衛生検査所が行うべきことが衛生検査所指導要領に詳しく定められている。
要領には指導監督する都道府県側の事項、登録審査時の事項、立入り検査、検査所の管理者・指導監督医・精度管理責任者、検査室構造や検査設備、検査案内書・検査基準値、検体受領・搬送・受付・検体処理、機器試薬等検査・測定事項、検査・搬送・機器保守管理作業等日誌、それぞれの検査について記載した台帳類、検査精度、検査結果報告、外部精度管理など詳細が記載されている。
この規定を遵守すれば衛生検査所が営利企業の場合市場原理のもとで営業することができる。ただし、患者側からみれば、医療施設が安いところに検査を出しているからといって支払う検査料金が安くなるわけではない。
臨床検体検査受託は市場メカニズムが働く医療関連サービスに分類される。医療機関が営利を目的に臨床検体を集荷し検体検査を業とすることはできない。医師会医療機関に付属する検査所は営利性のない共同利用施設(医療施設)の場合と、営利が可能な登録衛生検査所の場合がある。

### 検体測定室
検体測定室は、簡易な検査（利用者自らが採取した検体について民間事業者が血糖値や中性脂肪などの検体検査をその場で行い、直ちに検査結果を受け取るもの）を実施する施設である（郵送された検体について後日結果を受け取るものは該当しない）。「検体測定事業」については、診療の用に供する検体検査でないため、衛生検査所の登録は不要となっている。平成26年4月からは、「検体測定室」を開設する前に、医政局指導課医療関連サービス室長への届出（開設場所・図面、測定項目、開設者・運営責任者・精度管理責任者等）が必要となった。（検体測定室に関するガイドライン）